# Aloxe-Corton (Weinbaugebiet)

Das Weinbaugebiet Burgund. Aloxe-Corton befindet sich im rechten Bildausschnitt kurz oberhalb der Stadt Beaune.

Die Appellation Aloxe-Corton (/alɔs.kɔʁtɔ̃/; Appellation d’Origine Contrôlée seit dem 11. März 1938) verfügt über 14 Premier-Cru- und zwei Grand-Cru-Lagen im Gebiet der Gemeinden Aloxe-Corton, Pernand-Vergelesses und Ladoix-Serrigny in der Weinbauregion Burgund. Nur sechs Kilometer von Beaune entfernt ist das Anbaugebiet Teil der Côte de Beaune, die ihrerseits ein Teilgebiet der Côte d’Or ist. Angebaut werden fast ausschließlich Rotweine aus der Rebsorte Pinot noir sowie ein wenig Weißwein aus Chardonnay.

## Klima und Geologie
Die Rebflächen des Weinbaugebiets Aloxe-Corton befinden sich auf einem Hang in 215 bis 350 m Höhe über dem Meeresspiegel. Der auf dem Corton-Hügel liegende Wald schützt die Lage vor kalten Winden. Auch von Spätfrösten bleiben die Rebflächen meist verschont. Das Klima wird dem burgundischen Übergangsklima zugerechnet, bei dem kontinentale Einflüsse gegenüber maritimen überwiegen. Die zumeist trockenen und heißen Sommer lassen den Pinot Noir zwar ausreifen, große Jahrgänge entstehen aber nur, wenn kein Regen im Herbst die Lese beeinträchtigt. Der Chardonnay gedeiht noch hervorragend auf den höher gelegenen Parzellen.

## Wein

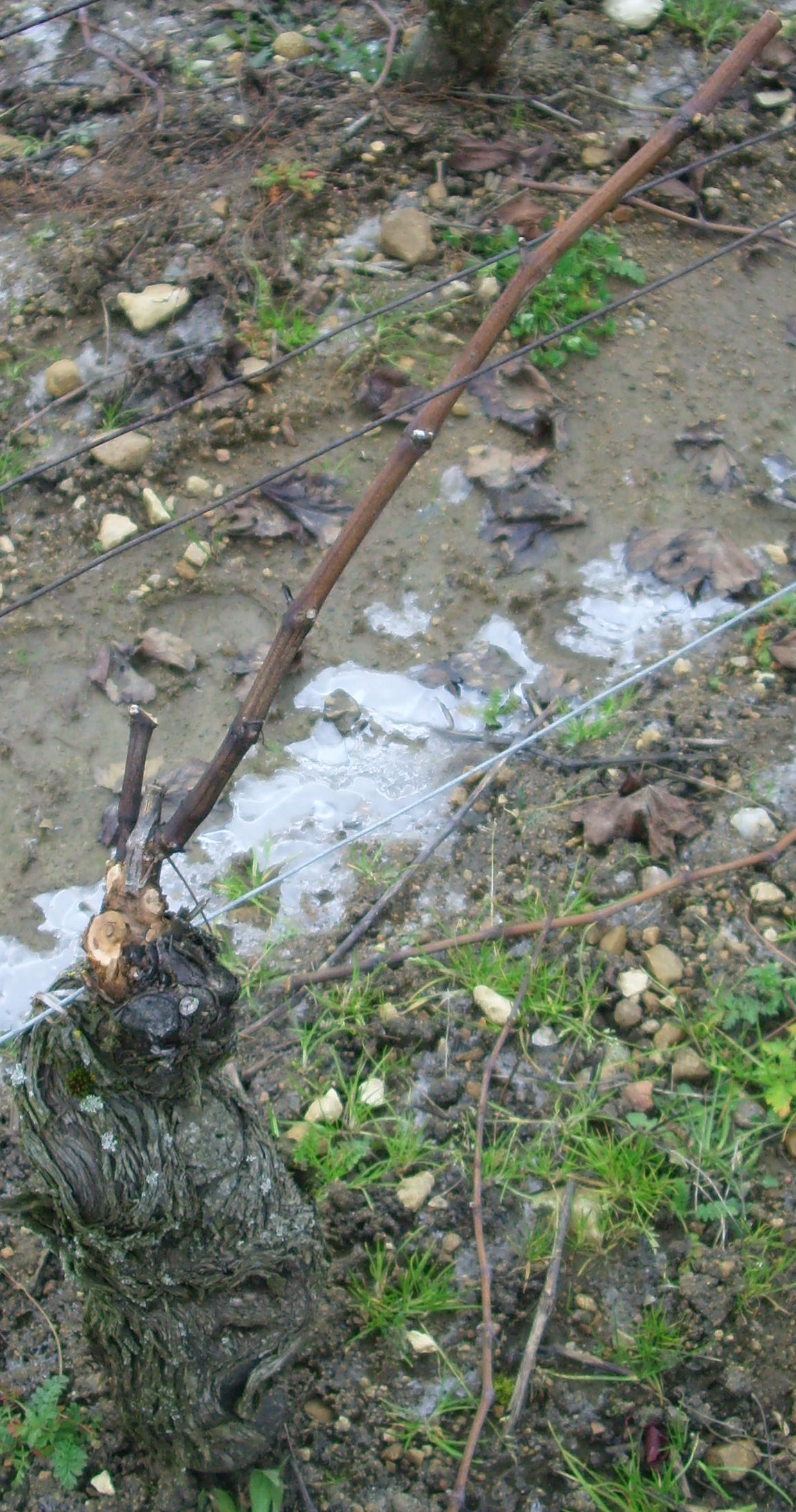
Als Reberziehung wird die in Frankreich méthode Guyot genannte Flachbogenerziehung vorgeschrieben.

Die Rotweine von Aloxe-Corton werden in der Regel ausschließlich aus Pinot noir erzeugt. Als weitere Rebsorten sind Pinot Liébault und Pinot Beurot zugelassen, werden jedoch kaum verwendet. Theoretisch dürfen bis zu 15 % weiße Trauben (Chardonnay, Pinot gris und Pinot blanc) verwendet werden; dies wird jedoch schon seit geraumer Zeit nicht mehr praktiziert. Der natürliche Alkoholgehalt muss mindestens 10,5 Volumenprozent betragen. Im Falle einer Premier-Cru-Lage liegt der Mindestalkoholgehalt bei 11 % Vol. Die Chaptalisation ist – wie überall im Burgund – erlaubt. Im Falle einer künstlichen Anreicherung durch Trockenzucker (Chaptalisation) wird ein maximaler Alkoholgehalt festgelegt, der bei 14 Vol.-% für Rotwein liegt. Das Mindest-Mostgewicht liegt bei 171 g/l. Der Basisertrag beträgt 40 Hektoliter je Hektar, dieser darf maximal um 20 % überschritten werden.
Die Weißweine werden aus der Rebsorte Chardonnay gekeltert. Der natürliche Alkoholgehalt muss bei den Weißweinen mindestens 11 Vol.-% betragen, Chaptalisation ist auch hier erlaubt. Das Mindest-Mostgewicht liegt bei 170 g/l. Der Basisertrag beträgt jährlich 45 Hektoliter je Hektar. Dieser darf maximal um 20 % überschritten werden.

## Produktionsmenge
Im Jahr 2008 wurden insgesamt 117,78 ha unter dem Namen Aloxe-Corton bzw. Aloxe-Corton Premier Cru deklariert. Von den insgesamt 4382 Hektoliter Wein waren 4301 hl dem Rotwein und lediglich 81 hl dem Weißwein gewidmet. Dies entspricht insgesamt nahezu 534.400 Flaschen, von denen 10.800 Flaschen auf den Weißwein entfallen.

## Appellation Aloxe-Corton Premier Cru
Die Premier-Cru-Lagen (insgesamt 37,59 Hektar) sind:
Les Vazolières (6,59 ha), Les Paulands (1,59 ha), Les Maréchaudes (2,30 ha), Les Chaillots (4,63 ha), Les Fournières (5,57 ha), La Coutière (2,52 ha), La Toppe au Vert (1,72 ha), Clos du Chapitre (1,90 ha), Clos des Maréchaudes (1,41 ha), Les Guérets (2,56 ha), Les Vercots (4,19 ha), Les Petites Lolières (1,64 ha), Les Grandes Lolières, Les Moutottes (0,94 ha).

## Appellation Aloxe-Corton Grand Cru
Grand-Cru-Lagen sind:
- Corton und
- Corton-Charlemagne.